# 巴泰县
巴泰县，一译巴苔县，是柬埔寨磅湛省下辖的一个县。
据1998年人口普查，此县共有90,920人。